# Rue du Terrage
La rue du Terrage est une voie du 10e arrondissement de Paris, en France.

## Situation et accès
La rue du Terrage est une voie publique située dans le 10e arrondissement de Paris. Elle débute  rue Robert-Blache et 1, rue Monseigneur-Rodhain et se termine au 174, rue du Faubourg-Saint-Martin.

## Origine du nom

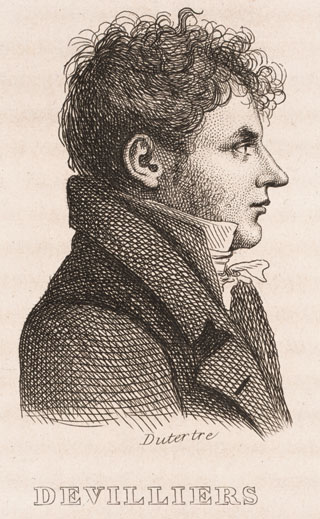
Édouard de Villiers du Terrage.

La rue est nommée en l'honneur d'Édouard de Villiers du Terrage (1780-1855), ingénieur et archéologue.

## Historique
C'était une impasse indiquée sur le plan de Jouvin de Rochefort de 1672 sous le nom d'« impasse du Grand-Saint-Michel » en raison d'une enseigne, et qui avait son entrée dans la rue du Faubourg-Saint-Martin.
En 1825, elle est prolongée jusqu'au quai de Valmy.
Elle prend le nom de « rue du Terrage » le 27 février 1867.

## Bâtiments remarquables et lieux de mémoire
- No 25 : domicile de l'artiste-peintre Giuseppe Tribus entre 1931 et 1933.